# Lepidosperma chinense
Lepidosperma chinense är en halvgräsart som beskrevs av Christian Gottfried Daniel Nees von Esenbeck, Franz Julius Ferdinand Meyen och Carl Sigismund Kunth. Lepidosperma chinense ingår i släktet Lepidosperma och familjen halvgräs. Inga underarter finns listade i Catalogue of Life.